# Тизенгауз, Константин
Константин Тизенгауз (3 июня 1786, Желудок, Виленское воеводство — 1 января 1853, Поставы, Виленская губерния) — польский учёный, орнитолог.

## Биография
Константин Тизенгауз родился 3 июня 1786 года. Отец служил полковником ВКЛ. Константин являлся внучатым племянником Антония Тизенгауза. В 18-летнем возрасте Константин Тизенгауз поступил в знаменитый Виленский университет. Его любимым преподавателем стал известный биолог и ботаник профессор Станислав Бонифаций Юндзилл. Возможно, именно под его влиянием юный Константин выбрал свой путь в жизни — служить науке. Вторым известным учителем Константина был выдающийся художник Ян Рустем, автор одного из двух известных сегодня портретов Константина Тизенгауза. Благодаря своему учителю отпрыск благородноо рода пылко полюбил живопись, весьма неплохо рисовал и все свои книги всегда иллюстрировал сам.
В политических взглядах боролся за восстановление суверенитета Речи Посполитой.

### Отечественная война 1812 г.
Во время войны с Наполеоном 1812 г. братья Тизенгаузы не раздумывая вступили под французские знамёна. Старший брат Константина Рудольф Тизенгауз на свои деньги сформировал в Вильно конноартиллерийскую роту, а Константин возглавил 19-й пехотный полк. Оба брата участвовали в битвах за Вильно, Кенигсберг и других сражениях с русской армией. Константин Тизенгауз в 1813 г. был награждён Крестом Почётного Легиона. Точку в его военной карьере поставила Битва народов под Лейпцигом 16 — 19 октября 1813 г., где Наполеон Бонапарт потерпел сокрушительное поражение от союзных армий России, Австрии, Пруссии и Швеции. После поражения французов Константин остался жить в Центральной Франции, позже переехал в Германию. За участие в войне против Российской империи владельцу Постав угрожали конфискация имущества и изгнание, но в манифесте от 12 декабря 1812 г. император Александр I провозгласил амнистию полякам западных губерний, которые приняли сторону Наполеона, и объявил «всемилостивейшее общее и частное прощение, отдавая все минувшее вечному забытью и глубокому молчанию». Согласно амнистии все участники антироссийской кампании могли вернуться на родину и даже получить назад свои земли — Константин выехал незамедлительно. Родовое поместье Желудок осталось за братом Рудольфом, а Константину досталось местечко Поставы с примыкающими землями.

### Личная жизнь
Конец 1821 г. запомнился в семье Тизенгаузов женитьбой обоих братьев. Уже весной Константин Тизенгауз обручился с панной Валерией Ванькович. Не по летам рассудительная и серьёзная, шестнадцатилетняя Валерия размышляла над предложением руки и сердца целый месяц и согласилась выйти замуж как раз 1 апреля. Это вышло случайно, но в первый момент ввергло претендента на её руку в некоторое замешательство. Бракосочетание состоялось в имении Ваньковичей, Лучаях, в день Святой Валерии — 19 декабря, причём для него требовалось специальное разрешение костёла, поскольку дата приходилась на время поста. Разумеется, церемония была очень скромной, а свадьба прошла совершенно нетипично — без танцев, без гостей, за исключением нескольких совершенно необходимых свидетелей.
Совсем не такой была прогремевшая на весь край свадьба старшего брата, Рудольфа, с панной Геновефой Пусловской, единственной дочерью Войцеха Пусловского. Эту свадьбу позже назовут одной из последних так шумно, с соблюдением старинных обычаев праздновавшихся в Литве.
Жизнь Константина и Валерии выглядела куда менее яркой и романтичной: Константин Тизенгауз избегал светских салонов, любил охоту и общество учёных.
Спустя девять лет у Константина и Валерии было уже четверо детей: Збигнев, Мария, Хелена и Райнольд. О семейной жизни У. Тизенгуза современники писали:

Человек богатый, независимый, образованный, светский, занимающийся сам управлением своими владениями и посвятивший себя науке ради любви к ней, а не из-за пустого тщеславия или развлечения ради; молодая супруга с большим приданым, не охочая до развлечений города и нарядов — оба преданы воспитанию детей.
Прожив рядом с Константином Тизенгаузом двадцать лет, Валерия умерла в возрасте 36 лет.

## Научная деятельность

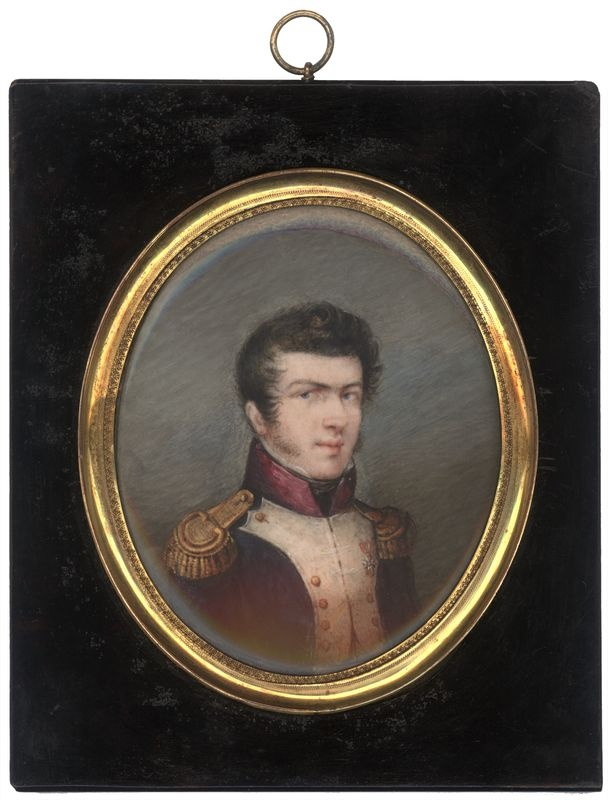
Портрет нач. XIX в.

Константин Тизенгауз посвятил свою жизнь исключительно науке и искусству. Страстью и главным занятием его жизни была орнитология. Он ездил в многочисленные экспедиции по Беларуси, в Карпаты, Бессарабию, на побережье Чёрного моря. В 1829 и 1844 гг. побывал в Париже и Вене, в 1841-м — в Дрездене, Милане и Венеции, в 1851-м посетил Берлин. Работал в Варшавском зоологическом кабинете. За неполные 40 лет он собрал огромную коллекцию: около 3000 птиц со всего мира, а также значительное количество птичьих яиц. Естественно, деятельность учёного не ограничивалась механическими собираниями новых образцов — К. Тизенгауз подробно изучал, исследовал и систематизировал полученные данные, открыл в Беларуси гнездования некоторых видов птиц.
Его перу принадлежат научные труды «Основы орнитологии, науки о птицах», «Общая орнитология, или Описание птиц всех частей Света», «Каталог птиц и млекопитающих ВКЛ и Королевства Польского». Тизенгауз подготовил также иллюстрационные таблицы к труду «Зоология польских птиц» с текстом В. Тачановского (издан уже после смерти Тизенгауза).
Ученый был принят в члены Научного Краковского товарищества, Львовского сельскохозяйственного товарищества и других научных сообществ по всей Европе — в Париже, Варшаве, Риге, Берлине и Дрездене. Орнитологический кабинет, который был открыт в Виленском музее, стал известным на всю Литву. В музее среди прочих экспонатов были, по свидетельствам очевидцев, птицы из полесских лесов, подстреленные самим Тизенгаузом; колибри, попугаи, канарейки, привезённые из-за границы; щеглы, кукушки лесов и озёр литовских; заморские страусы, фламинго и райские птицы. Каждую птицу Тизенгауз зарисовал акварелью.
Вторым увлечением Константина стал живопись. Его учителем был художник Ян Рустем. Граф стал собирать коллекцию картин знаменитых художников. За свою жизнь он собрал в поставском дворце (сейчас дворец Тизенгауза) более 600 экспонатов. Среди его картин были оригиналы таких всемирно известных мастеров как Леонардо да Винчи, Якоб Тинторетто, Питер Рубенс, Альбрехт Дюрер, Питер Бройгель, Харменс ван Райн Рембрандт. Большинство картин были приобретены во время путешествий по Европе. Также в его коллекцию входили картины белорусских художников (Я. Рустема, Ф. Смуглевича, Я. Дамеля, Ш. Чеховича).
Будучи на седьмом десятке, он приступил к организации экспедиции в Азию. Однако воплотить мечту не удалось. Зимой 1853 г., приехав в Париж по делам издания своей очередной книги, Тизенгауз неожиданно заболел, был перевезён на родину и умер в Поставах в конце марта 1853 г. После смерти отца дело по поддержанию музея и библиотекм продолжил его сын Райнольд. В 1856 г. экспонаты орнитологического музея согласно воле покойного были переданы в Виленскую археологическую комиссию, в которой и был создан орнитологический кабинет. После закрытия Виленской археологической комиссии в 1864 г. коллекция была фактически разграблена — к настоящему моменту найдено всего 400 экспонатов, их снимки находятся во дворце.

## Память
В 2006 году к 220-летию со дня рождения Константина Тизенгауза в Поставах перед зданием Дворца Тизенгауза был установлен бронзовый памятник в полный рост. На постаменте из чёрного полированного гранита надпись: «Константин Тызенгауз, 1786—1853 гг.». У правой ноги ученого сидит сова, на правую руку его присели две птицы.
В 2007 году в Костёле Вознесения Пресвятой Девы Марии (Желудок) открыта памятная доска в честь Константина Тизенгауза.